# Giovanni de Martino
Giovanni de Martino (Nápoles, 10 de octubre de 1870 - Nápoles, 11 de enero de 1935) fue un escultor italiano, activo en París, que participó varias veces en la Biennale di Venezia en 1907, 1922, 1924, 1928, 1930.

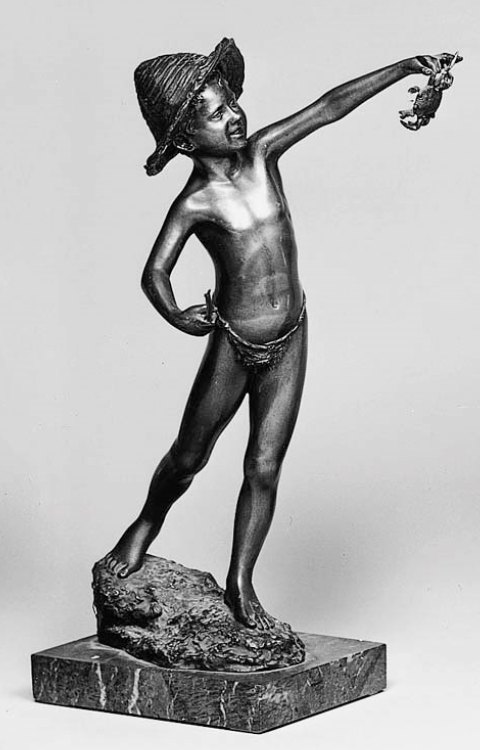
Le Pêcheur de criquets, 1916

Giovanni de Martino fue el escultor favorito de Benito Mussolini, quien durante la Cuadrienal de Roma de 1931 lo señaló como el exponente más importante del arte italiano.

## Biografía
De Martino es un artista clásico, conocido por la producción de esculturas de pequeños bustos de bronce, en particular ("scugnizzi", pescadores, plebeyos) de trazos realistas.

## Premios
En 1900 ganó el premio especial "Salón de París" del Museo del Louvre, con el trabajo de una escultura de bronce titulada "Le pêcheur de criquets" (El pescador de langostas).

## Museos con obras
- Museo del Louvre, París
- Villa Pignatelli, Napoli
- Museo de Arte Contemporáneo de Roma
- Museu Cívico de Arte Moderno y Contemporáneo Castello di Masnago, Varese
- Museo Michelangelo, Arezzo
- Academia de Bellas Artes de Nápoles, ("Bimba pensosa")
- Museu de la Fundación Federico Zeri, Universidad de Bolonia
- Museo Cívico de Varese (inv. 278)
- M.a.x.museo, Colección común de Chiasso, Suiza
- Museo Fortunato Calleri de Catania

## Mercado del arte
En una subasta de Sotheby's en Nueva York en 2008, Fishermen (1930) de Giovanni De Martino, una escultura de bronce, se vendió por 7500 dólares estadounidenses más las tarifas de la subasta.

## Estilo
La infancia de Giovanni De Martino estuvo marcada por la miseria y la introspección, una realidad de sufrimiento muy alejada de la imagen idealizada promovida por el régimen fascista de la época. Su infancia humilde y triste inspiró la escultura "Scodella vuota", una obra que contrasta fuertemente con las expresiones alegres y vigorosas que encarnaban la infancia educada bajo el régimen fascista. 